# Guido II di Bagnolo

Stemma dei Gonzaga di Novellara 1650-1678.

Guido II Gonzaga di Bagnolo (... – 1519 circa) è stato un nobile italiano, signore di Bagnolo dal 1487 al 1509.

## Biografia
Guido Novello era figlio di Giorgio Gonzaga, signore di Bagnolo, e di Alda Torelli di Montechiarugolo.
Alla morte del padre nel 1487, governò la signoria di Bagnolo congiuntamente coi fratelli Cristoforo, Giacomo e Marcantonio. Alla morte di questi, entrò in contese col cugino Giampietro, conte di Novellara, per il possesso del feudo, che gli fu confiscato nel 1509 da papa Giulio II. Trovò rifugio a Mantova e nel 1510 tentò di impossessarsi nuovamente di Bagnolo con una sommossa, ma venne arrestato e tradotto a Novellara. Liberato per grazia di Giampietro, tornò a Mantova e quindi si recò a Roma per perorare la causa davanti a papa Leone X. Venne incarcerato per debiti, che vennero ripagati da Giampietro, ottenendo nuovamente la libertà.
Nel 1519 vendette a Giovanni Gonzaga, figlio del marchese di Mantova Federico I Gonzaga e di Margherita di Baviera, il feudo di Vescovato, che aveva amministrato assieme ai fratelli.

## Discendenza
Guido sposò Laura Martinengo ed ebbero sei figli:
- Annibale (?-1519);
- Ercole;
- Ascanio;
- Ottaviano;
- Giulio Cesare, sposò Barbara Dovara;
- Camillo.

## Ascendenza
|                         |                   |                               | Genitori                       |  |  | Nonni |  |  | Bisnonni            |  |  | Trisnonni            |  |
|                         |                   |                               |                                |  |  |       |  |  | 8. Guido II Gonzaga |  |  | 16. Feltrino Gonzaga |  |
|                         |                   |                               |                                |  |  |       |  |  | 8. Guido II Gonzaga |  |  | 16. Feltrino Gonzaga |  |
|                         |                   | 17. Antonia da Correggio      |                                |  |  |       |  |  | 8. Guido II Gonzaga |  |  |                      |  |
| 4. Giacomo Gonzaga      |                   |                               |                                |  |  |       |  |  | 8. Guido II Gonzaga |  |  |                      |  |
|                         |                   | 9. Ginevra Malatesta          | 18. Malatesta III Malatesta    |  |  |       |  |  |                     |  |  |                      |  |
|                         |                   | 9. Ginevra Malatesta          | 18. Malatesta III Malatesta    |  |  |       |  |  |                     |  |  |                      |  |
|                         |                   | 9. Ginevra Malatesta          | 19. Costanza Ondedei           |  |  |       |  |  |                     |  |  |                      |  |
| 2. Giorgio Gonzaga      |                   | 9. Ginevra Malatesta          |                                |  |  |       |  |  |                     |  |  |                      |  |
|                         |                   | 10. Marco I Pio               | 20. Giberto I Pio              |  |  |       |  |  |                     |  |  |                      |  |
|                         |                   | 10. Marco I Pio               | 20. Giberto I Pio              |  |  |       |  |  |                     |  |  |                      |  |
|                         |                   | 10. Marco I Pio               | 21. Bianca Casati              |  |  |       |  |  |                     |  |  |                      |  |
| 5. Ippolita Pio         |                   | 10. Marco I Pio               |                                |  |  |       |  |  |                     |  |  |                      |  |
|                         |                   | 11. Taddea de' Roberti        | 22. Cabrino de' Roberti        |  |  |       |  |  |                     |  |  |                      |  |
|                         |                   | 11. Taddea de' Roberti        | 22. Cabrino de' Roberti        |  |  |       |  |  |                     |  |  |                      |  |
|                         |                   | 11. Taddea de' Roberti        | 23. Margherita del Sale        |  |  |       |  |  |                     |  |  |                      |  |
| 1. Guido II Gonzaga     |                   | 11. Taddea de' Roberti        |                                |  |  |       |  |  |                     |  |  |                      |  |
|                         | 12. Guido Torelli | 24. Marsiglio Torelli         |                                |  |  |       |  |  |                     |  |  |                      |  |
|                         | 12. Guido Torelli | 24. Marsiglio Torelli         |                                |  |  |       |  |  |                     |  |  |                      |  |
|                         | 12. Guido Torelli | 25. Elena d'Arco              |                                |  |  |       |  |  |                     |  |  |                      |  |
| 6. Cristoforo I Torelli | 12. Guido Torelli |                               |                                |  |  |       |  |  |                     |  |  |                      |  |
|                         |                   | 13. Orsina Visconti           | 26. Antonio Visconti           |  |  |       |  |  |                     |  |  |                      |  |
|                         |                   | 13. Orsina Visconti           | 26. Antonio Visconti           |  |  |       |  |  |                     |  |  |                      |  |
|                         |                   | 13. Orsina Visconti           | 27. Anastasia Carcano          |  |  |       |  |  |                     |  |  |                      |  |
| 3. Alda Torelli         |                   | 13. Orsina Visconti           |                                |  |  |       |  |  |                     |  |  |                      |  |
|                         |                   | 14. Marco I Pio (= 10)        | 28. Giberto I Pio (= 20)       |  |  |       |  |  |                     |  |  |                      |  |
|                         |                   | 14. Marco I Pio (= 10)        | 28. Giberto I Pio (= 20)       |  |  |       |  |  |                     |  |  |                      |  |
|                         |                   | 14. Marco I Pio (= 10)        | 29. Bianca Casati (= 21)       |  |  |       |  |  |                     |  |  |                      |  |
| 7. Taddea Pio           |                   | 14. Marco I Pio (= 10)        |                                |  |  |       |  |  |                     |  |  |                      |  |
|                         |                   | 15. Taddea de' Roberti (= 11) | 30. Cabrino de' Roberti (= 22) |  |  |       |  |  |                     |  |  |                      |  |
|                         |                   | 15. Taddea de' Roberti (= 11) | 30. Cabrino de' Roberti (= 22) |  |  |       |  |  |                     |  |  |                      |  |
|                         |                   | 15. Taddea de' Roberti (= 11) | 31. Margherita del Sale (= 23) |  |  |       |  |  |                     |  |  |                      |  |
|                         |                   | 15. Taddea de' Roberti (= 11) |                                |  |  |       |  |  |                     |  |  |                      |  |